# Comunicações sem fio
Em telecomunicações, as comunicações sem fio  (do inglês: wireless) consistem na transferência de dados e informações sem a utilização de cabos. As distâncias envolvidas podem ser curtas (poucos metros, como a que há entre uma televisão e seu controle remoto) ou longas (milhares ou mesmo milhões de quilômetros, como ocorre nas transmissões de ondas de rádio).
O termo comunicação sem fio foi utilizado como duas formas na história da comunicação com dois significados diferentes. Inicialmente o termo foi utilizado para definir o sistema que depois passou a ser chamado de rádio transmissor em meados de 1920. Em torno de 1980 o termo ressurgiu sendo utilizado para qualquer tipo de tecnologia que fizessem comunicações sem utilizar fios.
Nos dias de hoje algumas das tecnologias mais comuns que fazem de comunicações sem fios são LTE, LTE-Advanced, Wi-Fi, Bluetooth, entre outras.
O mundo contemporâneo utiliza as comunicações sem fio em uma grande diversidade de dispositivos e contextos. Entre esses usos podemos citar a rede sem fio, o telemóvel (telefone celular), o assistente pessoal digital (PDA), o dispositivo GPS, o controle automático de porta comum ou de porta de garagem, o mouse sem fio, o teclado sem fio, o headset de computador, a televisão por satélite artificial e o telefone sem fio.

## Comunicações sem fio X Comunicações com fio

### Vantagens
- Qualquer dado e informação pode ser transmitida rapidamente e com alta velocidade
- Manutenção e instalação de baixo custo
- A internet pode ser acessada de qualquer lugar sem fio, desde que tenha sinal
- Maior grau de mobilidade durante a comunicação
- Capacidade de atender um maior número de usuários sem necessidade de mais equipamento (no caso de uma comunicação com fio, seriam necessários mais cabos para mais usuários)

### Desvantagens
- Uma pessoa desautorizada pode facilmente capturar os dados sendo transmitidos através da captura dos sinais no ar. Por isso, é necessário o uso de tecnologias de encriptação dos dados transmitidos para manter o sigilo e proteção do que está sendo transmitido
- Sinais de transmissão suscetíveis a interferência que estão além do controle do administrador da rede. Coisas como metais, água, outros sinais e outras ondas podem causar interferência na comunicação e ocasionar perda de dados
- Instalação da infraestrutura de uma rede de comunicação sem fio pode ser complexa
- A velocidade de transmissão de dados uma rede sem fio é menor do que a velocidade de uma rede com fio.
- O alcance do sinal pode ser insuficiente dependendo da distância que se quer cobrir. Quanto maior a distância, maior será o número de repetidores ou pontos de acesso que deverão ser utilizados.

## Tipos de Comunicação sem fio

### Rádio Broadcast

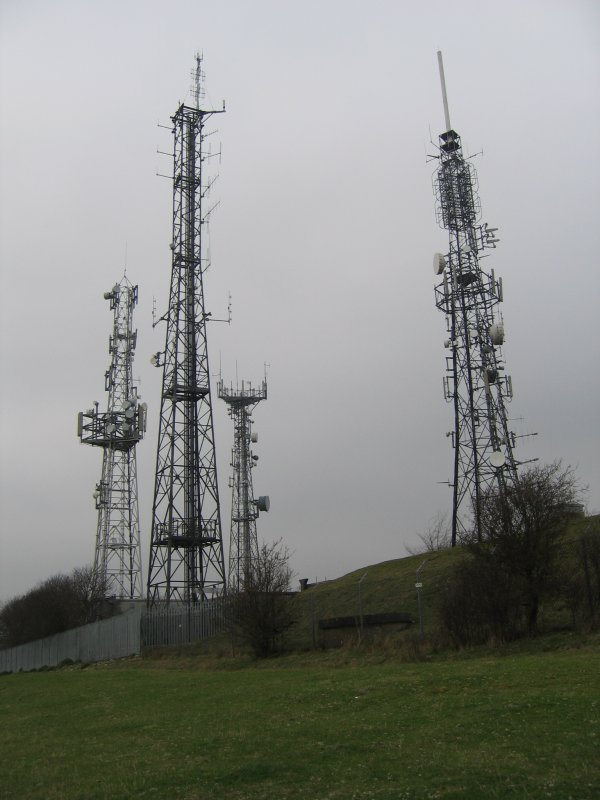
Torres de rádio broadcast localizadas na Inglaterra

A primeira comunicação sem fio criada foi a transmissão de ondas de rádio abertas para qualquer um interceptar e escutar, tecnologia ainda utilizada hoje nas estações de rádio. Rádio com multicanais permitem que cidades e pilotos ou marinheiros possam se comunicar entre si quando necessário. Também é possível transmitir informações digitais através do espectro de rádio frequência.
Normalmente funciona através de ondas de rádio transmitidas pelo ar partindo de uma torre de transmissão para todas as antenas receptoras que estejam sintonizadas na mesma frequência que a torre de transmissão naquele momento.
Ondas de rádio são sinais eletromagnéticos que são transmitidos por uma torre ou antena de transmissão. Essas ondas têm segmentos de frequência completamente diferentes e, para que a comunicação tenha sucesso, as ondas serão enviadas e interpretadas apenas por antenas que se encontrem na mesma frequência.

### Comunicações telefónicas

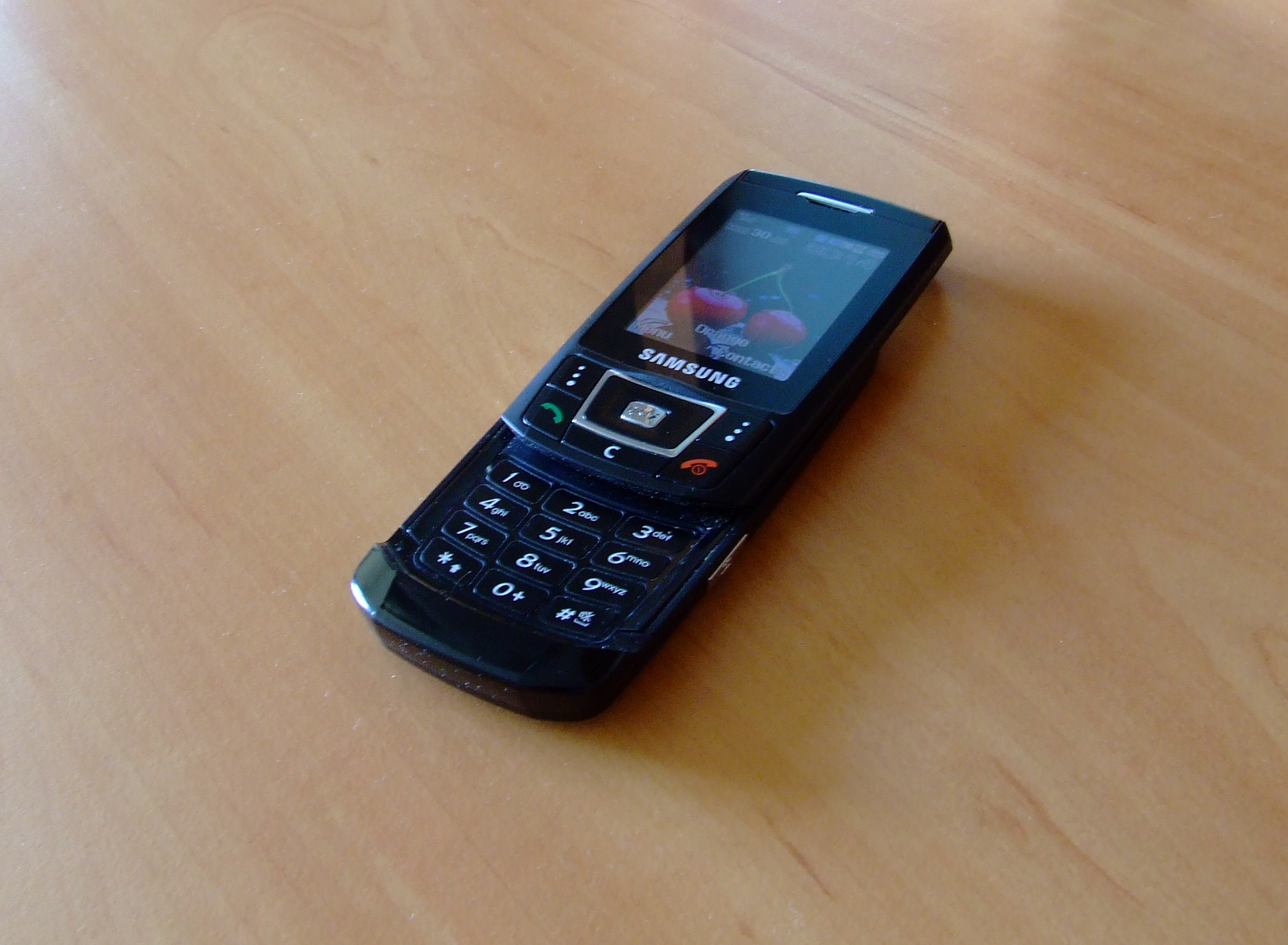
Telefone celular comumente utilizado em comunicações telefônicas

O avanço das redes de telefonia vêm avançando por várias gerações até os dias de hoje e é um dos melhores exemplos de tecnologia de comunicação sem fio. Aproximadamente já foram feitas cerca de 4,6 bilhões de contas celulares  no mundo todo até o final de 2010.Normalmente os usuários se comunicam utilizando apenas uma banda de frequência através dos celulares. O sistema de telefonia utiliza ondas de rádio para estabelecer a comunicação entre as torres de transmissão e os celulares e transmitir os dados. É possível que um usuário desse serviço seja capaz de realizar ligações e enviar mensagens através do mundo todo, desde que o provedor do serviço tenha algumas antenas ou torres de transmissão próximas do local onde o usuário se encontra.
Alguns tipos de celular e telefones móveis se utilizam de comunicações via satélite, o que faz com que a área de cobertura do sinal seja muito maior do que os celulares que só se utilizam de transmissões rádio broadcast.

### Infravermelho

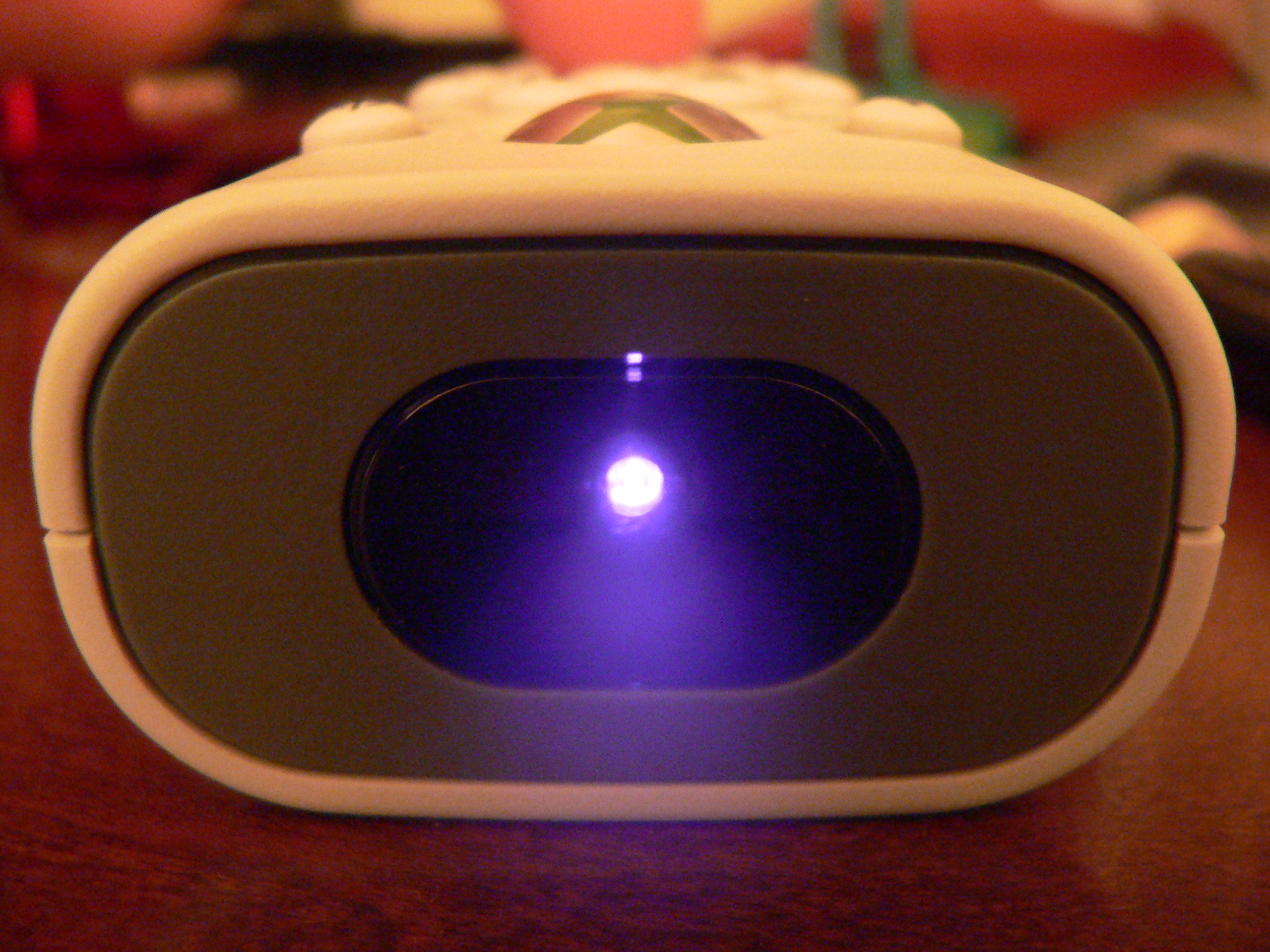
Sinal infravermelho de coloração azulada

Comunicação infravermelho transmite informações em um dispositivo ou sistema através de radiação infravermelho. Esse tipo de comunicação é chamada assim pois é composta por energia eletromagnética com um comprimento de onda que é maior do que uma simples luz vermelha. Esse tipo de comunicação é utilizada para controles de segurança, controles remotos de televisão e comunicações de curto alcance. No espectro eletromagnético, a luz infravermelha se localiza entre microondas e luz visível. Para que esta comunicação seja utilizada, é necessário um transmissor de sinais, que irá transmitir o infravermelho na forma de luz não visível, e um receptor que vai capturar e interpretar os sinais transmitidos.

### Bluetooth

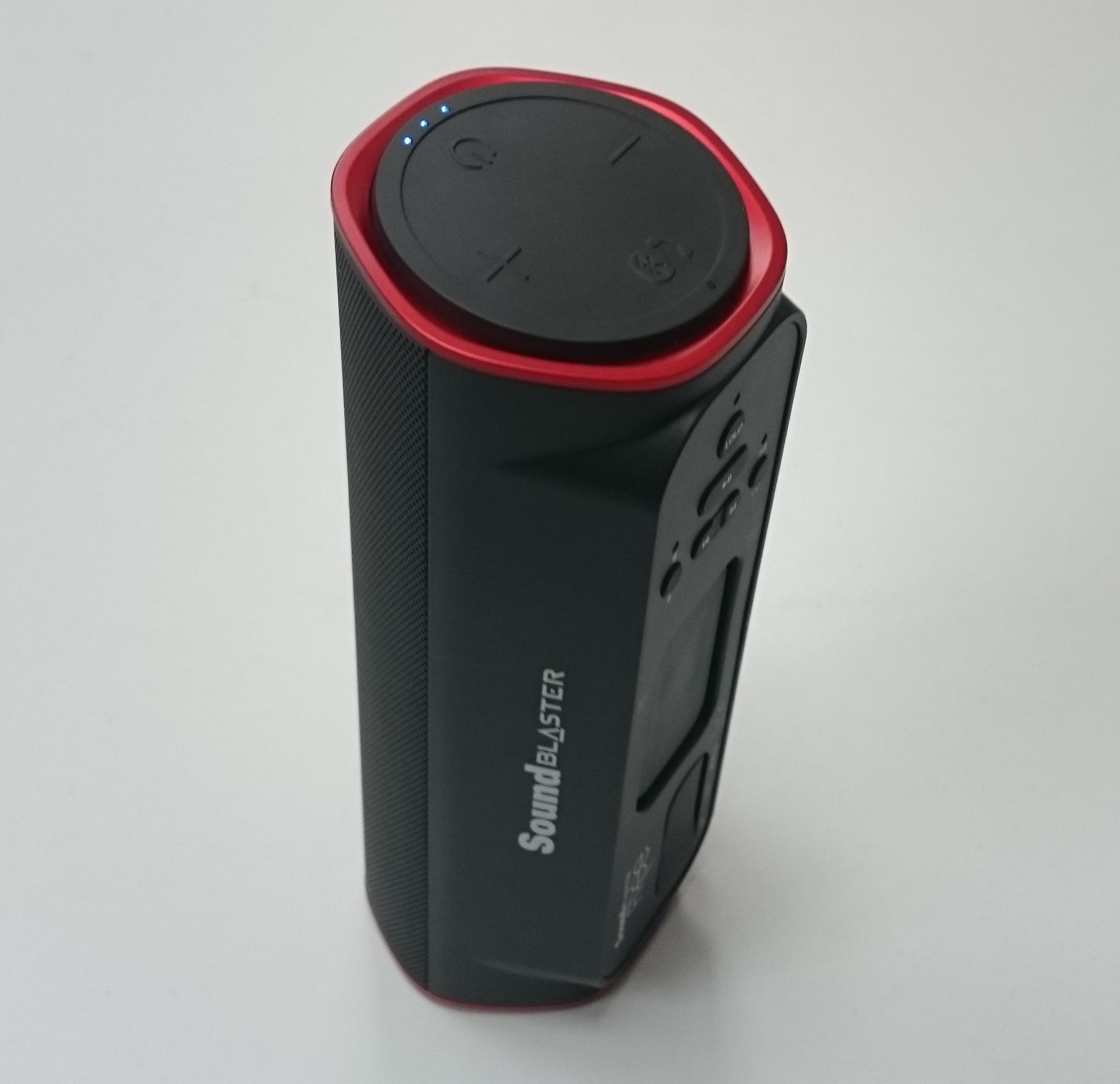
Caixa de som que utiliza tecnologia bluetooth

A principal função da tecnologia Bluetooth é conectar vários dispositivos eletrônicos sem fio a um sistema para transmitir dados entre si. Celulares são conectados a fones de ouvido sem fios, teclados sem fios, entre outros acessórios. A tecnologia Bluetooth utiliza ondas de rádio para se comunicar entre dispositivos e tem um alcance entre 4,5 metros e 15 metros. Antes do início da transmissão de dados, é necessário que os dispositivos que irão se conectar passem por um processo de reconhecimento e pareamento. Esse processo existe com o intuito de reduzir a interferência de dispositivo não pareados durante a transmissão de dados para os dispositivos pareados.

### Comunicação via microondas
Comunicação via microondas é um método efetivo de comunicação, normalmente esse tipo de transmissão utiliza ondas de rádio e o comprimento de onda dos sinais é medido em centímetros. Nessa comunicação os dados ou informação podem ser transmitidos usando dois métodos: via satélite ou terrestre.
Quando transmitidos via satélite, os dados são enviados através de um satélite para estações que vão receber e enviar os dados na terra. Esse tipo de transmissão normalmente utiliza frequência entre 11 GHz e 14 GHz e tem velocidade entre 1Mbps e 10Mbps.
No método terrestre, é necessário que as duas torres de microondas tenham uma linha clara de visão entre elas garantindo que não há obstáculos entre os dois para atrapalhar a transmissão. Este método normalmente é utilizado com o objetivo de obter uma maior privacidade. No sistema terrestre, normalmente a frequência utilizada fica entre 4 GHz e 6 GHz e a velocidade de transmissão é similar ao modo via satélite ficando entre 1Mbps e 10Mbps.
A maior desvantagem da comunicação via microondas é que a transmissão é afetada por climas ruins, como por exemplo chuvas, aumentando o índice de ruídos e interferências.

### Comunicação via satélite

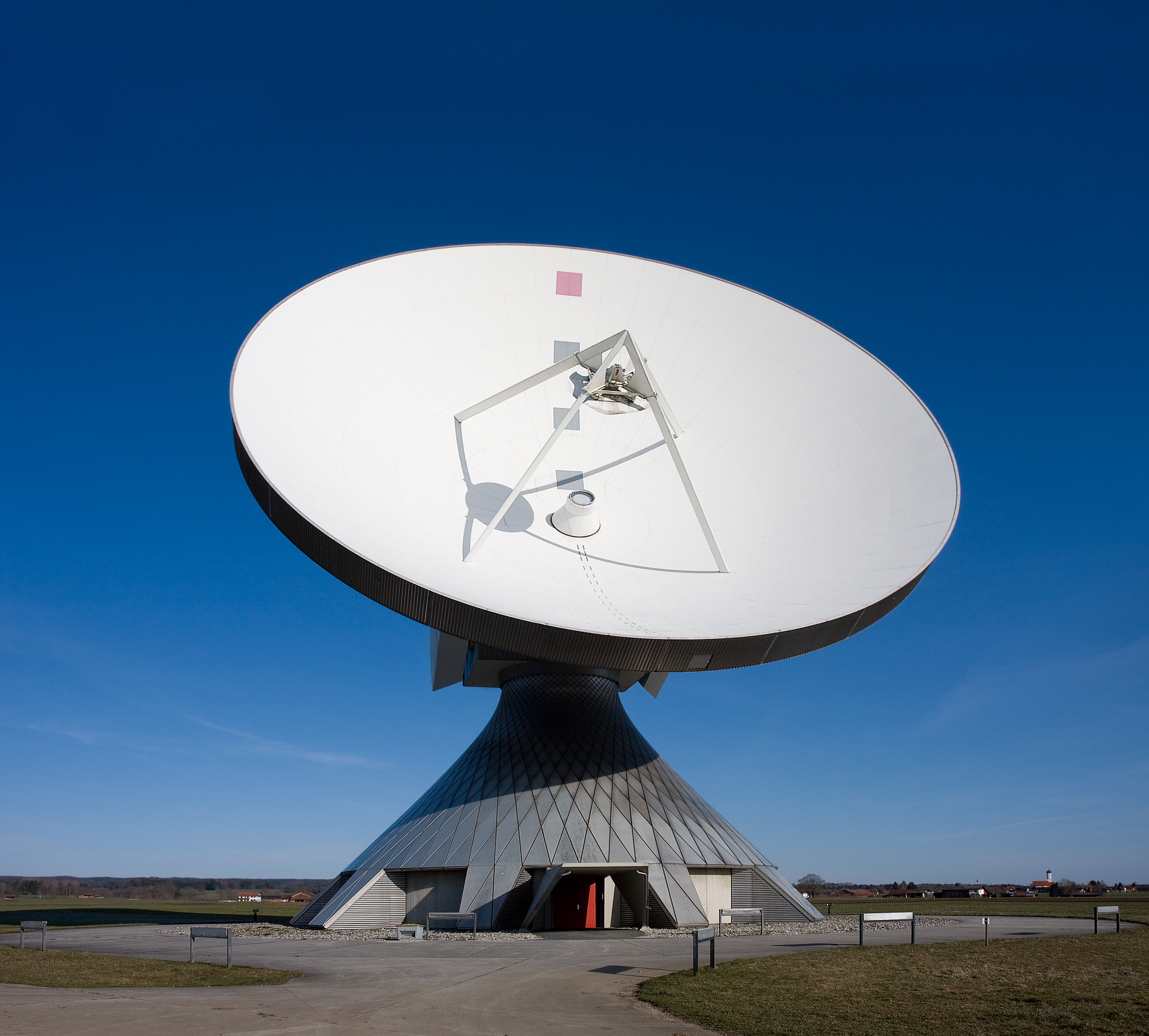
Exemplo de antena no segmento da terra para comunicações via satélite

Comunicação via satélite é um tipo de comunicação sem fio que é amplamente difundida pelo mundo e permite que usuários estejam conectados em praticamente qualquer lugar do planeta a qualquer momento. Esse tipo de comunicação transmite informações através de raios modulados de microondas. Quando o sinal é enviado para o satélite, ele amplifica o sinal e o manda de volta para a superfície da terra onde se encontra a antena receptora. Comunicações via satélite contém dois principais componentes: o segmento do espaço e o segmento da terra. O segmento da terra consiste de um transmissor móvel ou fixo, um receptor e equipamentos de decodificação e o segmento espacial que consiste no próprio satélite.

### Wi-Fi

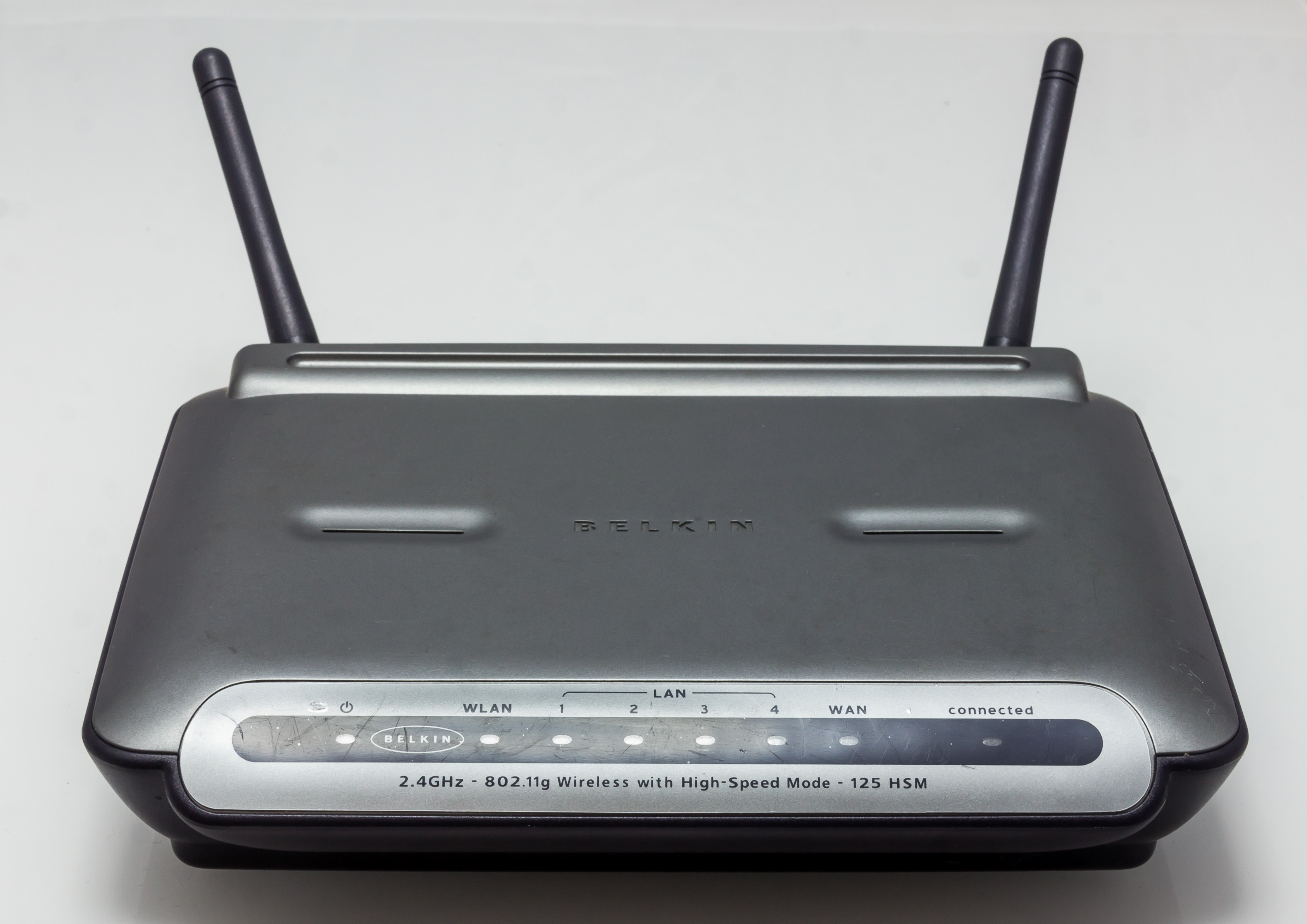
Exemplo de roteador utilizado em redes Wi-Fi

Wi-Fi é uma comunicação sem fio de baixa potência que é utilizada por vários dispositivos eletrônicos como Smart Phones, laptops, entre outros. No Wi-Fi um roteador funciona como uma central de comunicação conectada a uma rede cabeada. Os dispositivos móveis podem se conectar e comunicar via ondas de rádio com o roteador trocando dados e informações. Em redes Wi-Fi normalmente são utilizadas senhas que fazem com que o acesso a essas redes não seja público e, ao mesmo tempo, essas senhas são utilizadas no processo de cifragem dos dados que estão sendo transmitidos entre os clientes e roteador. O tipo de transmissão sem fio Wi-Fi segue os padrões estabelecidos pelo IEEE 802.11.
Em redes Wi-Fi é possível utilizar pontos de acesso e repetidores para expandir o alcance do roteador e oferecer uma maior área de cobertura para o sinal.

## Tecnologias de Comunicações sem fio
Tecnologias de comunicações sem fio são meio de comunicação sem fio que se utilizam de tipos de comunicações sem fio já existentes, mas implementam um novo protocolo e padrão de comunicação. LTE, por exemplo, pode ser considerada uma tecnologia de comunicação sem fio visto que utiliza o tipo de comunicação sem fio através de ondas de rádio comumente utilizada para outras finalidades. Muitas das novas tecnologias de comunicação sem fio vem sendo desenvolvidas atualmente para criar alternativas de comunicação para os dispositivos presentes na Internet das coisas. Algumas das tecnologias de comunicações sem fio que vêm sendo desenvolvidas são:
- ZigBee
- WiMax
- LTE
- BLE
- Sigfox
- LoRa

## Exemplos de aplicações de comunicações sem fio

### Comunicação via satélite
- Módulo via satélite
- Internet via Satélite
- Rede espacial ou interplanetária

### Infravermelho
- Controles remotos
- Lasers
- Controles de segurança
- Comunicações de curto alcance

### Rádio Broadcast
- Rádio AM e FM
- Rádio de comunicação entre aviões, navios e cidades

### Wi-Fi
- Roteadores de WLAN normalmente utilizados em casa
- Roteadores de redes internas empresariais
- Normalmente utilizados para redes internas de internet

### Comunicação telefônica
- Telefones celulares
- 3G e 4G de celulares utilizam as torres de transmissão de celulares